# Assiminea succinea
Assiminea succinea is een slakkensoort uit de familie van de Assimineidae. De wetenschappelijke naam van de soort is voor het eerst geldig gepubliceerd in 1840 door Pfeiffer.